# Везир
Везир (перс. وزير — „носач докумената“) је реч која означава министра у исламском свету. У доба калифата, везир је био саветник калифа (нпр. легендарни Бармакинди на двору Харун ел Рашида).
Службу везира су увели халифи Абасиди око 750. године по угледу на персијске Сасаниде. После пада Багдадског халифата 1258. преузели су је и други исламски владари. У турској држави (по угледу на Селџуке) везирско је звање установио султан Орхан I око 1350. године. Било је више везира, који су улазили у тајно веће – Диван, на чијем је челу стајао велики везир.
У 16. веку су била 4 везира, који су били врховне војсковође – сераскери. У време Сулејмана Величанствени неки беглербези, добили су назив везира (паша са три туга). Касније су везири постојали у свим пашалуцима (везир у Босни). Арапске земље које су се у XIX и 20. веку отцепиле од Турске, давале су министрима службени назив везир.
Најславнији везир био је Низам ал-Мулк (убијен 1092) који је служио двојици селџучких султана и водио државу 20 година. У Османском царству била је врло значајна улога великог везира, који је био десна рука султана па је назван и Први министар. Од 17. века, велики везири су водили државу уместо неспособних халифа из такозване Порте (нпр. династија Ћуприлића). Интересантно је да су већина османских везира довођени као робови и образовани у Цариграду у палати Топкапи.
Једини османски везир који је служио за време тројице султана је био рођен као Србин из Босне Мехмед-паша Соколовић.

## Етимологија
Предложено је да је везир иранска реч пахлавског порекла, која је првобитно имала значење уредбе, мандата и команде, али касније као и његова употреба у Динкарду попримила значење судија или магистрат. Артур Џефри сматра да је реч „добра иранска” реч, јер има добро успостављен корен у авестанском језику. Пахлавска реч vičir, заправо је проистекла од авестанске речи vīčira, што значи одлучивање. Овај авестански корен је иза модерног персијског облика речи večer што значи судија. Ову етимологију подржава и Џони Чеунг и Ричард Нелсон Фрај.
Друга могућност је да је етимологија речи изведена од арапске речи wazara („поднесити терет”), из семитског корена W-Z-R. Реч се помиње у Курану, где је Арон описан као wazir или Мојсијев помоћник, као и реч wizr (терет) која је такође изведена из истог корена. Касније је усвојена као звање, у облику wazīr āl Muḥammad („помагач породице Мухамеда”) од стране протошијатских лидера ел-Муктара и Абу Салама. Под абасидским калифима, израз је стекао значење „представника” или „заменика”.

## Историјске министарске титуле
Канцеларија везира настала је под првим абасидским калифама, и проширила се преко муслиманског света.
Везир је стајао између суверена и поданика, представљајући потоњег у свим стварима које тичу народа. Легалистички теоретичар из 11. века ел-Маварди дефинисао је две врсте везитора: wazīr al-tanfīdh („извршни везир”), који је имао ограничена овлашћења и служио је да спроведе калифске политике и далеко моћнији wazīr al-tafwīd („везир са делегираним овлаштењима”), са ауторитетом над грађанским и војним пословима и уживао је иста овлашћења као и Калиф, осим у питању сукцесије или именовања званичника. Ел-Маварди је нагласио да је везир са делегираним правима, као ефективни вицецар, морао бити муслиман обучен у шеријату, док би извршни везир могао бити и немуслиман или чак роб, иако је женама било изричито забрањено да обављају ту функцију.
Историјски је израз коришћен за описивање два врло различита начина: било за јединствени положај, премијер на челу монархове владе (термин велики везир увек се односи на такву позицију), или као подељени 'кабинетски ранг', попут британског државног секретара. Ако је један такав везир премијер, он може да држи титулу велики везир или други наслов.

### У исламским државама
- Ова титула је први пут коришћена у раном Абасидском калифату, усп. везир (Абасидски калифат).[16][17][18][19]
- У муслиманској Персији, премијер под политичком влашћу Шаханшах је обично називан Vazīr-e Azam (врховни, тј. велики везир; алтернативне титуле укључују Атабег-е Азам и Сардар-е Азам) и разни министри су држали кабинет ранга везира, укључујући Vazir-i-Daftar (министар за финансије) и Vazir-i-Lashkar (ратни портфељ).
- У Ал Андалузу, Омејадског Кордопског калифата, именовани су бројни везири, као шефови одељења бирократије, министри са специфичним задацима и краљевски одборници. У једном тренутку, у 1008, истовремено је било чак 29 везира. За разлику од исламског истока, старији уред омејадске државе био је коморник (хаџиб).[20] Под таифским краљевством титула се проширила и постала је генерички назив дрора.[21] Током каснијих Омејада, везири су такође именовани изван престонице као покрајински гувернери или команданти, што је пракса која се наставила до пада Емирата Гранаде у 15. веку. Шпанска реч alguacil (гувернер, званичник са грађанским или кривичним дужностима) произилази из овога.[21]
- У муслиманском Египту, најнасељенијој арапској земљи:
  - Везир под фатидиским калифама.
  - Поново од ефективног краја Отоманске владавине, све од 1857. године (тј. пре последњег валија (гувернера), Исмал Паше, је одгајан као кедив (еквивалент вицекраља, 8. јуна 1867. године). То је замењено западњачким звањем премијера 28. августа 1878. године (пре него што је проглашен формално независан султанат).
- Током владавине Османског царства, велики везир је био - често де факто владајуће премијер, други само у односу на султана и био је вођа Дивана, Империјалног савета. „Везир” је такође било звање неких отоманског провинцијалних гувернера, као што је у Босни и Херцеговини, где је употреба ове титуле често указивала на већи степен аутономије за укључену провинцију и већи престиж носиоца звања (то је, на пример било главно питање у Босанском устанку 1831.). Такође, многи визири су водили порекло из Босне и Херцеговине, Србије, као и других земаља и разних националности.
- У шерифијском краљевству Мароко (историјски султанату док носилац дужности није 14. августа 1957. године преузео звање вишег краљевског стила Малик, убрзо након завршетка симултаних француских и шпанских протектората; додатно исламско звање Амир eл-Муминин „Командир верника” остало је у употреби), Sadr al-A'zam (велико везир) је био на дужности до 22. новембра 1955. године, и замењен је од 7. децембра 1955. године (делимично политичким) премијером; везир је био стил министра унутрашњих послова (друге титуле се користе за различите портфеље).